# Adam West

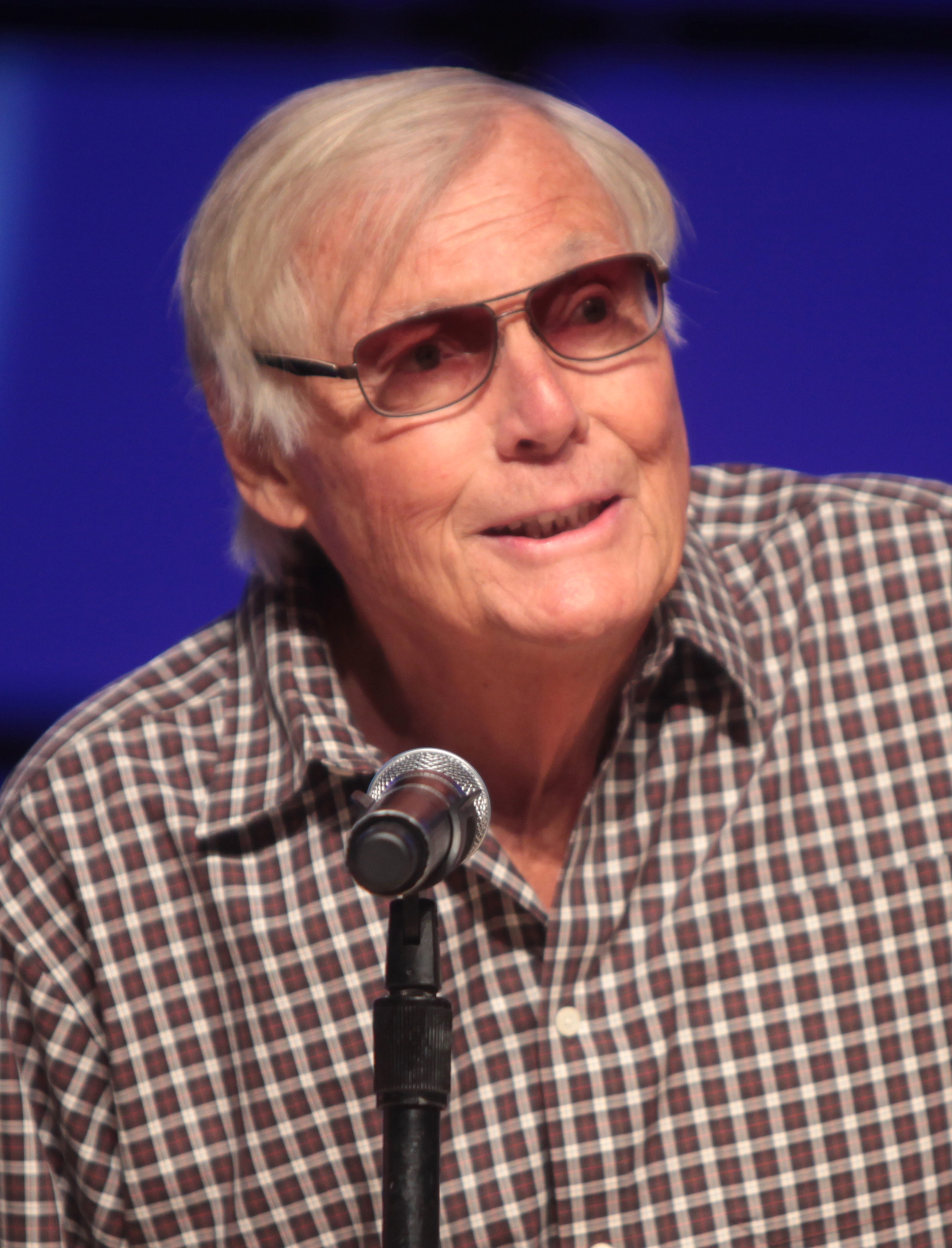
Adam West, 2014.

Adam West, ursprungligen William West Anderson, född 19 september 1928 i Walla Walla, Washington, död 9 juni 2017 i Los Angeles, var en amerikansk skådespelare. West spelade Batman i tv-serien Batman 1966–1968. West medverkade i drygt 200 film- och tv-produktioner, under slutet av sitt liv verkade han främst som röstskådespelare. Däribland i satirserien Family Guy, där han hade en återkommande roll (som sin namne och en travesti på sig själv) som borgmästare. Han härstammar från Ramlösa.

## Filmografi i urval
- 1959 – Maverick (gästroll i TV-serie)
- 1961 – Bröderna Cartwright, avsnitt The Bride (gästroll i TV-serie)
- 1961–1962 – Perry Mason (gästroll i TV-serie)
- 1966 – Batman
- 1966–1968 – Läderlappen (TV-serie)
- 1972 – Alias Smith & Jones, avsnitt The Men That Corrupted Hadleyburg (gästroll i TV-serie)
- 1978 – Ingen blåser Hooper
- 1992 – Simpsons, avsnitt Mr. Plow (gäströst i TV-serie)
- 1995 – Mord, mina herrar (TV-serie)
- 1996 – Joyride
- 1999 – Drop Dead Gorgeous
- 2000–2017 – Family Guy (röst i TV-serie)
- 2001 – Fairly Odd Parents (röst som sig själv och som Catman)
- 2002 – Simpsons, avsnitt Large Marge (gäströst i TV-serie)
- 2016 – The Big Bang Theory, avsnitt The Celebration Experimentation, sig själv.